# 120 mm działo bezodrzutowe L4 Mobat
L4 Mobat – brytyjskie działo bezodrzutowe.
Pod koniec lat 40. do uzbrojenia armii brytyjskiej wprowadzono działo L1 BAT. Jego następca było działo L4 Mobat. Przy tym samym kalibrze było ono o 235 kg lżejsze. Redukcję masy osiągnięto między innymi poprzez eliminację ogona działa z zamocowaną do niego tarczą pancerną (zaczep do holowania zamocowano do końca lufy). Działo wyposażono w celownik optyczny i km Bren, który miał służyć do wstrzeliwania się w cel. Karabin maszynowy był zamocowany po lewej stronie lufy. Działo L4 miało lufę bruzdowaną i zamek klinowy o pionowym ruchu klina. Do klina zamka przymocowana była pojedyncza dysza.
W latach 70. L4 Mobat został zastąpiony przez jeszcze lżejsze działo L6 Wombat.